# Oberea humeralis
Oberea humeralis är en skalbaggsart som beskrevs av J. Linsley Gressitt 1939. Oberea humeralis ingår i släktet Oberea och familjen långhorningar. Inga underarter finns listade i Catalogue of Life.